# Ariosoma sokotranum
Ariosoma sokotranum är en fiskart som beskrevs av Karmovskaya, 1991. Ariosoma sokotranum ingår i släktet Ariosoma och familjen havsålar. Inga underarter finns listade i Catalogue of Life.